# Europäisches Komitee für elektrotechnische Normung

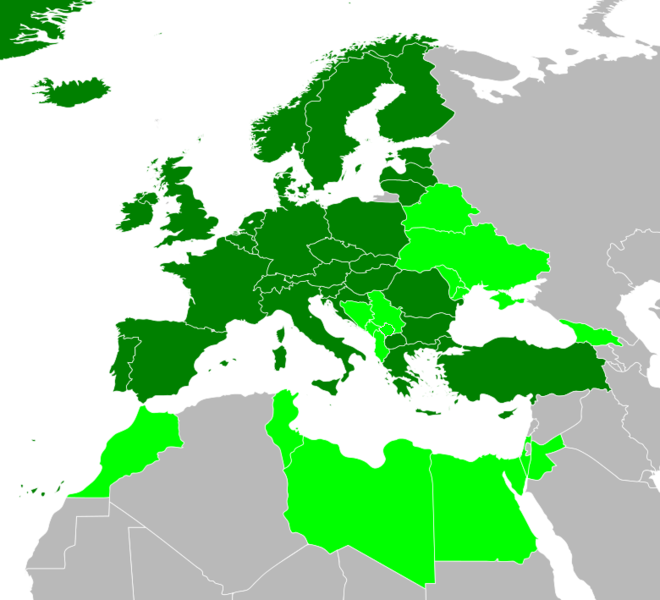
Mitglieder
Partner

Das Europäische Komitee für elektrotechnische Normung, französisch: Comité Européen de Normalisation Électrotechnique (CENELEC), englisch: European Committee for Electrotechnical Standardization, ist die Europäische Normungsorganisation im Bereich der Elektrotechnik und verwandter Technologien, die unter Beteiligung aller interessierten Kreise die elektrotechnische Normung fördert und organisiert.
CENELEC ist zuständig für die europäische Normung im Bereich Elektrotechnik (ENEC-Kennzeichnung). Zusammen mit ETSI (Normung im Bereich Telekommunikation) und CEN (Normung in allen anderen technischen Bereichen) bildet CENELEC das europäische System für technische Normen.
CENELEC wurde 1973 gegründet. Zuvor waren zwei Organisationen für die elektrotechnische Normung zuständig: CENELCOM und CENEL. CENELEC ist eine gemeinnützige Organisation unter belgischem Recht mit Sitz in Brüssel. Daher ist die in allen Mitgliedsländern verwendete Abkürzung "CENELEC" aus der französischen Sprachversion des Organisations-Namens gebildet. Verkehrssprache ist jedoch Englisch.

## Mitgliedschaft
Nach der CEN-CENELEC-Geschäftsordnung muss das Mitglied die europäischen Normen umsetzen, indem es den folgenden zwei zentralen Verpflichtungen nachkommt: 
- das Mitglied muss der europäischen Norm („EN“) den Status einer nationalen Norm verleihen, und
- es muss entgegenstehende nationale Normen zurückziehen.[2]

Mitglieder können Abweichungen und besondere nationale Bedingungen definieren.
CENELEC-Mitglieder sind die nationalen elektrotechnischen Komitees von Belgien, Bulgarien, Dänemark, Deutschland, Estland, Finnland, Frankreich, Griechenland, Irland, Island, Italien, Kroatien, Lettland, Litauen, Luxemburg, Malta, den Niederlanden, Republik Mazedonien, Norwegen, Österreich, Polen, Portugal, Rumänien, Schweden, der Schweiz, Serbien, der Slowakei, Slowenien, Spanien, der Tschechischen Republik, Türkei, Ungarn, dem Vereinigten Königreich [Yellow-type Mitglied] und Zypern.